# Phalacropterix calberlae
Phalacropterix calberlae is een vlinder uit de familie zakjesdragers (Psychidae). De wetenschappelijke naam van deze soort is voor het eerst geldig gepubliceerd in 1890 door Heylaerts.
De soort komt voor in Europa.